# 경문왕
경문왕(景文王, 846년 ~ 875년 8월 16일(율리우스력 8월 12일), 재위: 861년 ~ 875년 음력 7월 8일)은 신라의 제48대 왕이다. 성은 김(金)이고 이름은 응렴(膺廉)이다. 본관은 경주(慶州)이다.
제43대 왕인 희강왕의 손자로 아버지는 김계명(金啓明)이고, 어머니는 광화부인(光和夫人)이다. 전왕인 헌안왕에게 아들이 없자 헌안왕의 딸과 결혼하여 왕위에 올랐다. 재위기에 중앙 귀족들의 모반 사건이 일어나 수습에 힘썼고, 황룡사를 개수하였다.
전설에 의하면 그는 귀가 컸다 하며, '임금님 귀는 당나귀 귀' 설화의 주인공이기도 하다.

## 생애

### 즉위 초반
865년 4월에는 당나라 황제인 의종으로부터＜개부의동삼사·검교태위·시절대도독·계림주제군사·상주국·신라왕(開府儀同三司・検校太尉・侍節大都督・雞林州諸軍事・上柱国・新羅王)＞으로 책봉되었다. 또, 이때에는 왕뿐만이 아니라 왕비·왕태자·대재상·소재상에게도 하사품이 있었다.
867년 5월에는 왕도 금성에서 역병이 유행했고, 동년 8월에는 홍수가 일어났다. 지방 각지에서도 곡물이 여물지 않고, 왕은 각지에 안무의 사자를 파견하고 위문에 노력했다. 869년 7월에는 왕자 김윤(金胤)을 당에 파견해, 말 2마리·사금 100 냥·은 2백 냥 외 , 다양한 물품을 전해졌다. 이때는 이동(李同)을 김윤에 따르게 하고, 당나라에서 학업을 거두게 하는 것과 동시에 서적을 구입하기 위한 비용으로 해서 은 3백 냥을 이동에게 하사하였다.

### 호족의 반란과 진압
즉위 중반부터 호족의 반란과 왜구의 침입에 시달렸다. 866년 10월에는 이찬 윤흥(允興)이 그 남동생 숙흥(叔興), 계흥(季興)과 함께 반역을 꾀했다. 사전에 발각되어 윤흥 일당은 대산군(岱山郡, 경상북도 성주군)으로 도주했지만, 포박되어 참형당하고 그 일족은 몰살되었다. 한편 수시로 각 주현에 병력을 보내고 지방관을 파견하여 호족들을 감시하는 한편 왜구를 토벌하였다.
868년 1월에는 이찬 김예(金鋭), 김현(金鉉)등이 반란을 일으켜 죽였다. 게다가 874년 5월에도 이찬 근종(近宗)이 반란을 일으키고 궁궐까지 쳐들어왔으나 경문왕은 근위병을 파견해 반란군을 격파하고 근종을 잡아 거열형으로 처벌했다. 반란군을 일망타진할 만한 통제력이 없던 선왕 문성왕의 무렵과 비교하면, 경문왕 때에는 통제력을 조금 회복하기 시작하였다.

### 치세 후반
870년에는 왕도가 지진·홍수에 휩쓸려 그 겨울에는 다시 역병이 유행하게 되었다. 873년에도 기아와 역병이 일어나, 왕은 백성에게 곡물을 주어 구제했지만, 정황은 안정되지 않았다. 역병 등의 액재와 호응 하는 것도 아니게 왕도로의 귀족층의 반란이 잇따른 것은, 그 현상이라고 보인다.
870년 2월에는 사찬 김인(金因)을 당에 숙위 시켰다. 874년에는 희종으로부터의 선유사를 받고 있어 당과의 교류는 지난날의 번성함을 회복했다. 이전, 864년 4월에 일본으로부터도 국사를 맞이했던 것이 기록되고 있다.
재위 15년째인 875년 8월 16일(음력 7월 8일)에 사망했고, 경문왕이 시호이다.

## 가계
- 증조부 : 김헌정(金憲貞) 후일 익성왕(翌成王)으로 추존
- 증조모 : 포도부인(包道夫人) 후일 순성태후(順成太后)으로 추존
- 조부 : 희강왕(僖康王, ? ~838, 재위:836~838)
- 조모 : 문목왕후(文穆王后)
- 외조부: 신무왕(신라 45대 국왕) -김우징(장보고 관련)
- 외조모: 정계부인(貞繼夫人) - 정종태후(定宗太后)로 추봉
- 아버지 : 김계명(金啓明)
- 어머니 : 광화부인(光和夫人) - 신무왕의 딸
  - 왕비 : 문의왕후 김씨(文懿王后 金氏, 841년 ~ 870년) - 헌안왕의 큰 딸
    - 장남 : 김정(金晸) - 866년 태자 책봉, 875년 제 49대 헌강왕 즉위
      - 며느리 : 의명부인 김씨(懿明夫人 金氏)
      - 손자 : 김요(金嶢) - 897년 제 52대 효공왕 즉위

    - 차남 : 김황(金晃) - 886년 제 50대 정강왕 즉위
    - 장녀 : 김만(金曼) - 887년 제 51대 진성여왕 즉위

  - 차비 : 차비 김씨(次妃 金氏, 842년 ~ ?) - 헌안왕의 둘째 딸
  - 동생: 김위홍(金魏弘) 혜성왕(蕙成王)으로 추봉(追封)되었다.
  - 동생: 단의장옹주

## 설화
경문왕은 '임금님 귀는 당나귀 귀' 설화의 등장인물이기도 하며 산 뱀을 가슴에 덮고 잠을 자는 습관이 있었다고 삼국유사에 전한다. 그의 귀는 당나귀처럼 귀가 길고 컸는데, 이를 숨기기 위해서 일부러 이발하지 않았다.
그러나 그의 머리를 깎으며 왕의 귀가 길고 크게 된 것을 알게된 이발사가 이를 함구한 나머지 너무 답답해하다가 죽음에 이르러 경주 남쪽의 대나무밭에 가서 '임금님 귀는 당나귀 귀'라고 외쳤다. 이후 그 대나무밭에서 바람이 불 때마다 그 외치는 소리가 울려 퍼졌고 이에 화가 난 경문왕은 그 대나무밭의 대나무를 모조리 베게 했다. 그 뒤로는 임금님 귀는 당나귀 귀 대신 우리 임금님 귀는 길다 하는 소리가 들려왔다고 한다. 왕은 귀가 긴 것에 신경을 쓰게 된 나머지 근심하다가 결국 몸져눕게 되어 죽음에 이르게 됐다고 한다.

## 경문왕이 등장하는 작품
- 《왕자 미륵》(1959년, 배우: 김동원)
- 《태조 왕건》(KBS, 2000년~2002년, 배우: 이성용)

## 같이 보기
- 발해
  - 대건황 (857년 ~ 871년)
  - 대현석 (871년 ~ 895년)